# Pont del Molins (Ivorra)
El Pont del Molins és un pont de Ivorra (Segarra) inclòs a l'Inventari del Patrimoni Arquitectònic de Catalunya.

## Descripció
Es tracta d'un pont situat damunt del torrent d'Ivorra, realitzat per salvar el desnivell del torrent, aprofitant el primitiu indret de pas, conegut com la gual.

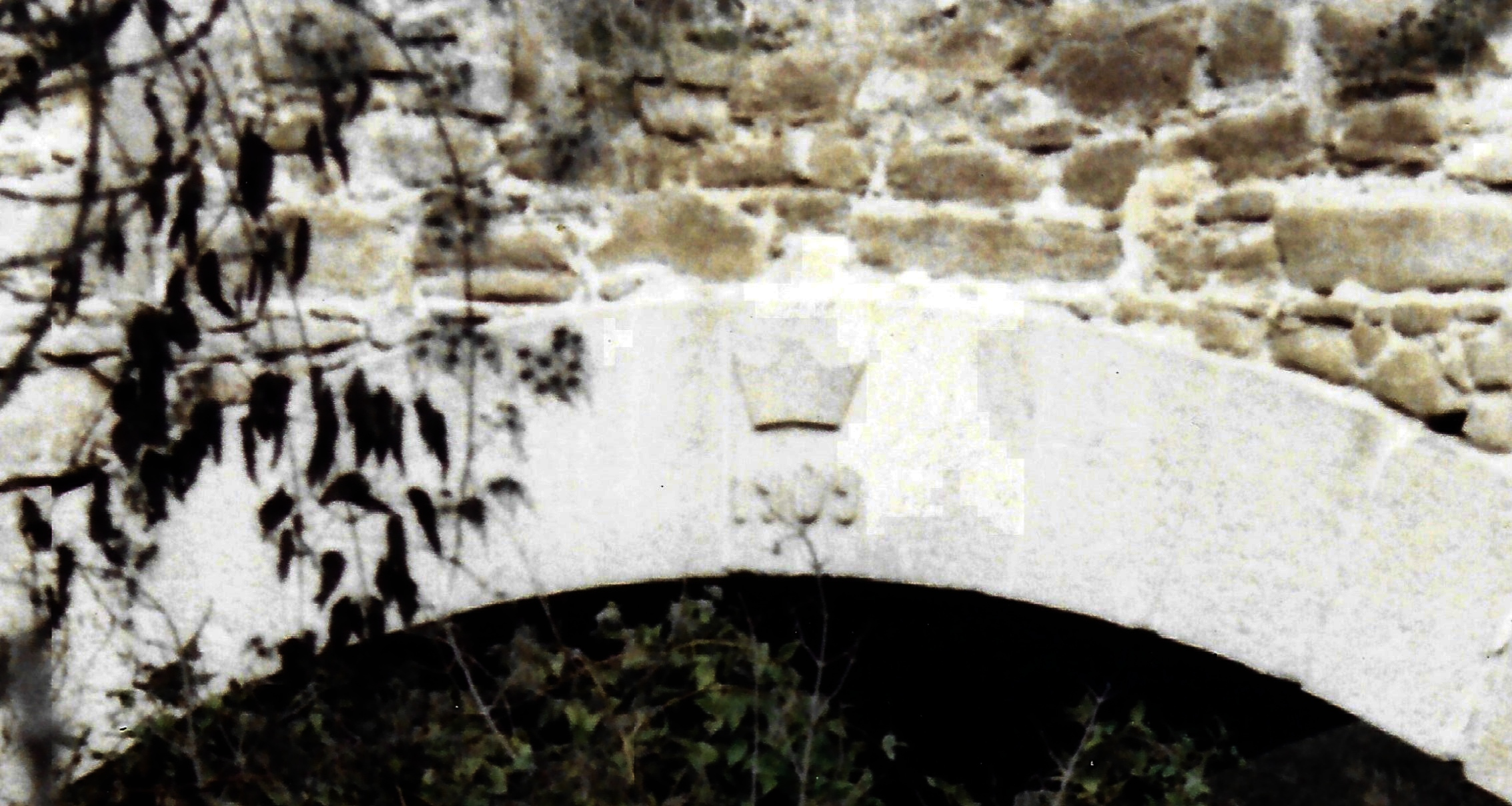
Detall de la pedra central del pont on s'hi aprecia un bonet de capellà i la data de construcció.

Està format per un gran arc de mig punt que arrenca de la singlera del torrent, realitzat amb carreus regulars a les cantoneres dels brancals i de l'arc, i amb paredat a la resta, unit amb morter.
A ambdues cares del pont, apareix la clau de l'arc decorada amb un baix relleu, amb la data de construcció, 1909, acompanyada per un bonet de capellà.

## Història
La construcció d'aquest pont fou iniciativa del mossèn Antoni Molins i Ortiz fill de Cal Molins d'Ivorra i rector del poble de la Prenyanosa, qui es va fer càrrec del finançament de part de les obres.